# Pseudepicausta exigens
Pseudepicausta exigens är en tvåvingeart som först beskrevs av Walker 1860.  Pseudepicausta exigens ingår i släktet Pseudepicausta och familjen bredmunsflugor. Inga underarter finns listade i Catalogue of Life.